# José Maza Fernández
José Maza Fernández (Los Ángeles, 13 de octubre de 1889-Santiago, 6 de mayo de 1964) fue un abogado y político chileno, militante del Partido Liberal. Encabezó la comisión redactora de la Constitución Política del año 1925.

## Biografía
Hijo de Armando de la Maza Ramos y Zoila Rosa Fernández Anguita, realizó sus estudios secundarios en el Liceo de Aplicación, estudió en la Escuela Normal de Valdivia. luego estudió derecho en la Universidad de Chile, donde se recibió de abogado, el año 1913.

## Trayectoria
Electo diputado por Laja, Nacimiento y Mulchén (1921-1924 y 1924) y senador por la Novena Agrupación Provincial (correspondiente a Valdivia, Llanquihue, Chiloé y Magallanes) entre 1926-1932, 1933-1937, 1937-1945 y 1945-1953. Fue presidente del Senado entre 1936 y 1937.
Nombrado por el Presidente Arturo Alessandri ministro del Interior (febrero de 1924), de Justicia e Instrucción Pública (enero-septiembre de 1925). Durante este periodo le correspondió participar en la redacción del proyecto de la Constitución de 1925.
Fue nombrado Presidente de la Asamblea General de las Naciones Unidas en el año 1955.